# 丸由タクシー
有限会社丸由タクシー（まるよしタクシー）は、岩手県二戸郡一戸町に本社を置くタクシー事業者・バス事業者である。一戸町より交通関係の委託を受けている。

## 沿革
- 1970年12月 - 設立。
- 1975年頃 - 一戸町民バスを運行開始。
- 2009年4月 - 一戸町の公共交通体系を見直し、デマンド交通「いくべ号」に再編。同交通と重複する日中帯の町民バスを廃止。

## 運行路線

### 一戸町民バス
一戸町民バスを受託運行している。運行区間は以下の通り。
- 旧一戸病院前 - 一戸駅前 - 一戸病院 - 小鳥谷診療所（小鳥谷駅前） - 平糠

従来はバス車両を使用し、日中時間帯も運行を行っていた。現在はデマンド交通「いくべ号」が設定されているので日中時間帯は運行していない。また車両を町民バスと「いくべ号」で共通運用するようにし、ジャンボタクシーとしても使用できる車両を導入したので従来使用されていた車両は全て廃車された。

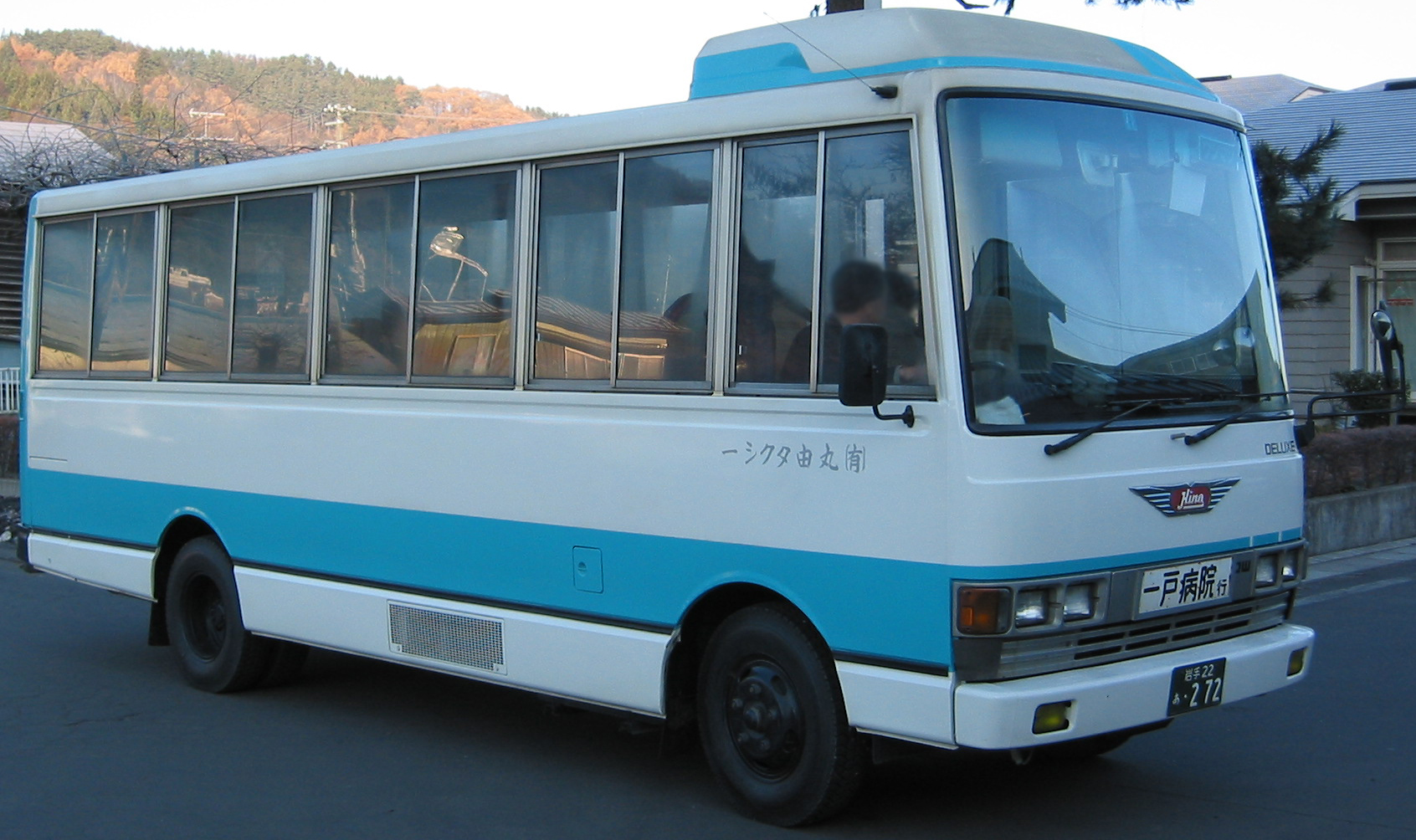
一戸町民バス（2002年頃の車両／現在は廃車）
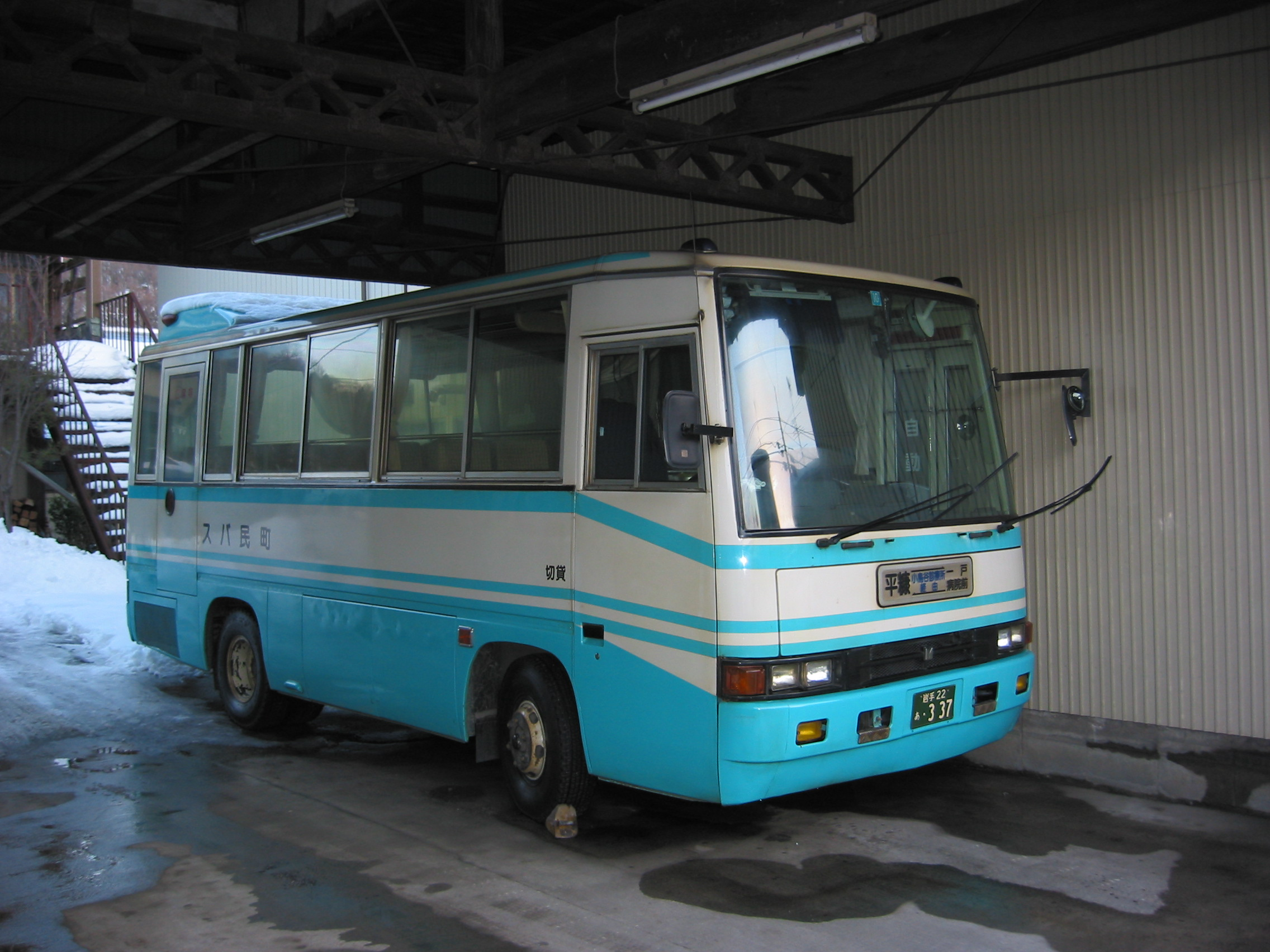
一戸町民バス（予備車／現在は廃車）

### 一戸町デマンド交通「いくべ号」
一戸町内の公共交通体系を再編し、事前に登録を行った利用者が電話予約することにより、一戸町内を移動できるシステムである。
丸由タクシーは主に小鳥谷地区を担当しており、同社含め4社で町内を分担している（岩手県北バス一戸営業所、中山タクシーなど）。運行時間帯は平日の8時〜16時であり、それ以外の時間においては既存の路線バス（小鳥谷地区においては一戸町民バス）が運行される。

## 特記事項
長らく旧21条（貸切代替バス）扱いで運行を行っていたが、2006年の法改正の際に路線事業者への切替を行った。その際に所有するバス全車を路線登録に変更した為、会員事業者の中で唯一貸切バス事業を営んでいない事業者となった。2013年3月に大船渡線BRTの運行開始に伴い、JR東日本が路線バス事業者として岩手県バス協会に加盟した為、現在は貸切バス事業を営んでおらず乗合のみのバス事業者は2社となっている。